# Liste der Kulturdenkmäler in Niederbreitbach
In der Liste der Kulturdenkmäler in Niederbreitbach sind alle Kulturdenkmäler der rheinland-pfälzischen Ortsgemeinde Niederbreitbach einschließlich des Ortsteils Bürder aufgeführt. Grundlage ist die Denkmalliste des Landes Rheinland-Pfalz (Stand: 9. Februar 2023).

## Einzeldenkmäler
| Bezeichnung       | Lage                                        | Baujahr                         | Beschreibung | Bild                           |
| ----------------- | ------------------------------------------- | ------------------------------- | --- | ------------------------------ |
| Friedhofskapelle  | Niederbreitbach, Am Rosenberg Lage          | 13. Jahrhundert                 | ehemalige katholische Pfarrkirche St. Nikolaus; kreuzgratgewölbter Ostteil, 13. Jahrhundert, doppelte Laterne um 1700, Anbau im Westen von 1912                                                  | Fotos hochladen                |
| Hofanlage         | Niederbreitbach, Fockenbachstraße 22 Lage   | 18. Jahrhundert                 | Fachwerkhaus, Krüppelwalmdach, 18. Jahrhundert; Gesamtanlage mit Fachwerkscheune | BW                             |
| Dorfmuseum        | Niederbreitbach, Herrenhofstraße 2a Lage    | 18. Jahrhundert                 | ehemalige Hofanlage, heute als Dorfmuseum genutzt; stattliches Fachwerkhaus, 18. Jahrhundert, im 19. Jahrhundert verlängert, stattliche Fachwerk-Stallscheune, teilweise massiv, 18. Jahrhundert | Fotos hochladen                |
| Wohnhaus          | Niederbreitbach, Weihergasse 2 Lage         | 18. Jahrhundert                 | Fachwerkhaus, 18. Jahrhundert, wohl am Anfang des 20. Jahrhunderts um Kniestock erhöht | BW                             |
| Burg Neuerburg    | Niederbreitbach, nordöstlich des Ortes Lage | spätes 12. Jahrhundert          | fünfeckiger Bergfried, Ringmauer, spätes 12. Jahrhundert, Reste der Vorburg, um 1300 | weitere Bilder Fotos hochladen |
| Heisterbacher Hof | Bürder, Brunnenweg 6 Lage                   | spätes 17. Jahrhundert          | auch Schützeichelhof; ehemaliger Zehnthof des Klosters Heisterbach; stattliches Fachwerkhaus, eventuell noch aus dem 17. Jahrhundert                                                             | BW                             |
| Quereinhaus       | Bürder, Kapellenweg 12/14 Lage              | 16. oder frühes 17. Jahrhundert | ehemaliges Quereinhaus; Fachwerkbau, bezeichnet 1707; rückwärtig erweitert, ehemaliger Wirtschaftsteil aus dem 16. oder frühen 17. Jahrhundert                                                   | BW                             |